# 蘭卡斯特大學
蘭卡斯特大學（英語：Lancaster University，正式名稱：University of Lancaster），又称为兰卡斯特大学，是英國的學院制研究型大學，坐落在英国蘭卡斯特市。該大學是1964年通過皇家特許狀的授予而建立的，是1960年代創立的平板玻璃大學之一。
蘭卡斯特大學2021年在完全大學指南（Complete University Guide）排名全英國第8位，衛報（The Guardian）排名全英國第10位，QS世界排名前135位。學生滿意度排全英國前十名，獲得英國TEF教學卓越框架金獎（TEF Gold rating for teaching），2018年「最佳20個大學校園獎」中名列第三。
蘭卡斯特大學於1964年成立世界頂尖的蘭卡斯特大學管理學院又稱為蘭卡斯特商學院，簡稱LUMS，該商學院長年穩居全英前10位、世界前100位，擁有少數商學院能得到的「三重認證」（AACSB, AMBA, EQUIS），目前全球僅不到1%的商學院獲得該殊榮。除了知名的蘭卡斯特商學院以外，蘭卡斯特大學的環境科學系與物理系在低溫物理方面的研究也擁有國際領先的水準，社會學系的教學和研究的表現更是可圈可點。蘭卡斯特大學享譽國際的科系還包含藝術，戲劇以及語言學，2012年完全大學指南更將蘭卡斯特大學的語言學科列為全英國第一名，藝術與設計系也擁有專業的師資與每個學生的專屬工作室。
蘭卡斯特大學與杜倫大學、利兹大學、利物浦大學、曼徹斯特大學、紐卡索大學、雪菲爾大學和約克大學一同成立N8大學聯盟。該校採用非獨立書院體系，由四个學院和9个非獨立書院组成，學院主要進行科研以及教學，而非獨立書院主要是安排校内本科生、研究生、博士後研究人员和一些大學的工作人员等的生活，住宿和福利。

## 历史
二战之后，随着人口的扩张和新技术涌现的挑战，高等教育的发展成为英国政府的重要关注点。蘭卡斯特大学在这种背景下，于1964年获皇家特许状并成立，並在同年10月接收了第一批学生。大学最初有13名教授， 32名教学和科研工作人员， 8名图书馆工作人员和14名学术管理员。
蘭卡斯特大学当时的校训为："patet omnibus veritas"，意为“真理面向所有人”。1965年，大学迎来了首位理学学士学生。蘭卡斯特大学亦是英国平板玻璃大学之一，现校址位于蘭卡斯特市以南3英里的Bailrigg、Ellel和Galgate三个村庄附近。

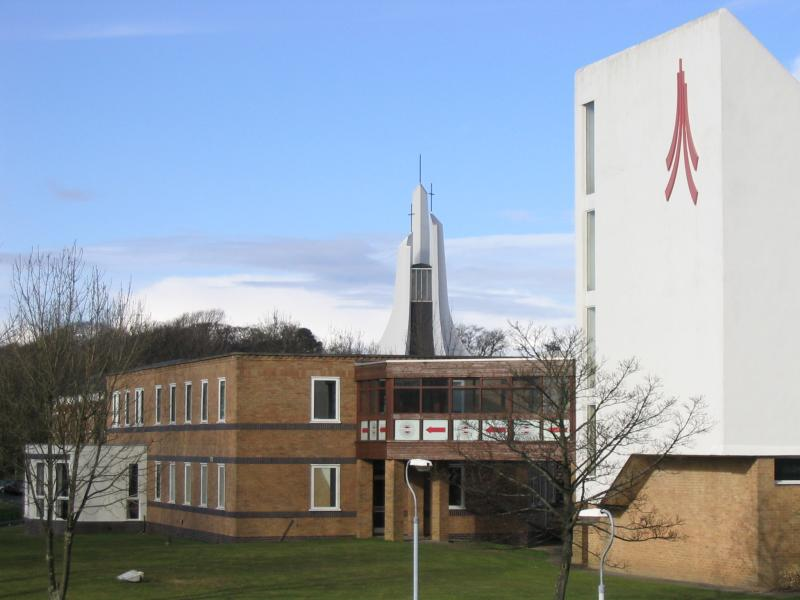
校園

## 学术
蘭卡斯特大學享有著非常好的學術聲譽，一直在英國大學排名中名列前茅。蘭卡斯特大學本身也就是一個大學城，該校擁有英國頂尖的環境科學系、數學系、語言學系、法學院以及世界知名的蘭卡斯特大學管理學院（LUMS）。
優勢專業為: 語言學、會計與金融、企業管理、電腦科學和IT、經濟學、社會學、環境科學、機械工程與數學和物理，其物理系在低溫物理方面的研究也是國際領先。
2012年完全大學指南更將蘭卡斯特大學的語言學科列為全英國第一名，藝術與設計系也擁有專業的師資與每個學生的專屬工作室。
榮獲英國TEF教學卓越框架金獎(TEF Gold rating for teaching)，2021年在QS世界排名前135位，完全大學指南（Complete University Guide）排名全英國第8位，衛報(The Guardian)排名全英國第10位。

### 學院
大学最初有两个書院, Bowland和Lonsdale。
經過多年的發展，蘭卡斯特大學迅速扩展，到有现在已经有八个大學生學院和一個研究生學院, 这些書院都是根据学校附近的地名来命名的:
- Bowland College，根据附近的Bowland猎场命名。
- The County College，根据大学所在的兰开夏郡议会命名。
- Cartmel College，根据坎布里亚郡的Cartmel丘地命名。
- Fylde College，根据Fylde半島命名。
- Furness College，根据历史上兰开夏郡的Furness地区命名(现在属于坎布里亚郡)命名。
- Lonsdale College，根据Kirkby Lonsdale命名。
- Grizedale College （页面存档备份，存于），根据坎布里亚郡的Grizedale森林命名。
- Pendle College （页面存档备份，存于），根据兰卡斯特的Pendle地区和著名的Pendle巫婆审讯命名。
- Graduate College，研究生學院于1992年建立。

蘭卡斯特大學的學院與牛津剑桥的学院制度不同，每個學院致力於提供生活、住宿和福利，類似於香港中文大學，每個學院有自己的酒吧和学生活动室。

### 系所
蘭加斯特设有三个学院负责提供集中讲授的课程教育及研究： 
- 艺术和社会科学学院：由法学、应用社会科学、教育研究、英文和创作、欧洲语言和文化、历史、语言学、哲学、政治学、国际关系、宗教研究、社会学、文化研究所、卫生研究、当代艺术（美术，设计及戏剧研究）和拉斯金中心等部门组成。
- 科学技术学院：由生物科学、通讯系统、计算、工程学、环境科学、地理学、数学和统计、自然科学、物理、卫生与医药学院等组成。
- 管理学院：是一个独立的单一学院（兰卡斯特大学管理学院），由会计及财务、经济学、管理和领导学、管理科学、市场营销和组织、工作和技术研究所的企业精神与企业发展与中心的电子科学、卓越领导、研究的技术与组织、国际研究中心、会计、兰卡斯特中心预报、兰卡斯特战略管理中心、兰卡斯特中国管理中心、兰卡斯特领导力研究中心、绩效导向人力资源中心等部门组成。蘭卡斯特大學管理學院是「四重認證（AACSB, AMBA，EQUIS, SBC）」英國10所頂尖商學院之一，全球僅有50所商學院通過。蘭卡斯特商學院，無論在英國或是在國際上都名列前茅，在2012年的泰晤士高等教育世界大學排名更被評選為年度最佳商學院，以會計金融類專業最為出色，競爭非常激烈。根據金融時報（Financial Times）2016年排名結果，蘭卡斯特管理學院MBA排名位於全球第35位，與帝國理工商學院並列；2018年金融碩士專業(Master in Finance)排名位於全球第29位，英國第五。
- 健康醫藥学院

## 校园
蘭卡斯特大學校園佔地在Bailrigg，大學總面積為560英畝，自蘭卡斯特市中心僅三英里。蘭卡斯特的學生享受一個巨大的綠色校園，在校園內可欣賞山與海等景觀。校園鄰近M6高速公路，可直達曼徹斯特，倫敦和蘇格蘭; 蘭卡斯特的火車也有提供直達車至各大城市。此外，蘭卡斯特大學校區內擁有全英國最頻繁的大學巴士服務之美名。不僅如此，從校園至市區也設有自行車專屬道。

## 学生活动
在校园有很多学生自行运做的俱乐部和社会活动团体，他们包括：
- Bailrigg FM，学生广播电台
- Scan，学生报刊
- 蘭加斯特大学电影院 (由电影社团负责运营)
- 蘭加斯特大学徒步旅行俱乐部
- 蘭加斯特大学登山俱乐部

每年夏天，学校会与另一所北方名校約克大學联合举办全歐洲最大的校際體育競賽“玫瑰錦標賽”。比赛地点每年在约克和兰卡斯特之间轮换。
蘭加斯特学生会（LUSU）还在兰卡斯特城中心拥有一家叫Sugarhouse的夜总会。Sugarhouse的营业收入是学生会的主要收入来源。

## 学校领导
从2005年一月开始，校監是Chris Bonington爵士。在此之前从建校始校監一直是雅麗珊郡主。從2012年一月開始，校長為Mark Smith教授。

## 校友
- 拉米·哈馬達拉，巴勒斯坦政治人物，曾任巴勒斯坦總理。
- 奥德蕾·阿祖莱，法国政治人物，曾任法国文化部部长、联合国教育、科学及文化组织总干事。
- 阿伦·坎贝尔，英格蘭政治人物，英國下議院議員。